# Kanton Maîche
Der Kanton Maîche ist seit 1790 ein französischer Wahlkreis im Département Doubs in der Region Bourgogne-Franche-Comté. Er umfasst 51 Gemeinden im Arrondissement Montbéliard und hat seinen Hauptort (frz.: bureau centralisateur) in Maîche. Im Rahmen der landesweiten Neuordnung der französischen Kantone wurde er im Frühjahr 2015 erheblich erweitert.

## Gemeinden
Der Kanton besteht aus 51 Gemeinden mit insgesamt 24.453 Einwohnern (Stand: 1. Januar 2022) auf einer Gesamtfläche von 432,77 km²:
| Gemeinde                     | Einwohner 1. Januar 2022 | Fläche km² | Dichte Einw./km² | Code INSEE | Postleitzahl |
| ---------------------------- | ------------------------ | ---------- | ---------------- | ---------- | ------------ |
| Abbévillers                  | 1.099                    | 11,18      | 98               | 25004      | 25310        |
| Autechaux-Roide              | 497                      | 6,56       | 76               | 25033      | 25150        |
| Belfays                      | 131                      | 3,20       | 41               | 25049      | 25470        |
| Bief                         | 111                      | 3,81       | 29               | 25061      | 25190        |
| Blamont                      | 1.236                    | 10,06      | 123              | 25063      | 25310        |
| Bondeval                     | 481                      | 4,68       | 103              | 25071      | 25230        |
| Burnevillers                 | 48                       | 6,74       | 7                | 25102      | 25470        |
| Cernay-l’Église              | 318                      | 5,95       | 53               | 25108      | 25120        |
| Chamesol                     | 386                      | 10,21      | 38               | 25114      | 25190        |
| Charmauvillers               | 283                      | 10,47      | 27               | 25124      | 25470        |
| Charquemont                  | 2.867                    | 21,44      | 134              | 25127      | 25140        |
| Courtefontaine               | 247                      | 7,70       | 32               | 25174      | 25470        |
| Dampjoux                     | 164                      | 2,31       | 71               | 25192      | 25190        |
| Damprichard                  | 1.825                    | 21,90      | 83               | 25193      | 25450        |
| Dannemarie                   | 120                      | 2,25       | 53               | 25194      | 25310        |
| Écurcey                      | 266                      | 7,43       | 36               | 25216      | 25150        |
| Ferrières-le-Lac             | 168                      | 2,47       | 68               | 25234      | 25470        |
| Fessevillers                 | 159                      | 6,16       | 26               | 25238      | 25470        |
| Fleurey                      | 85                       | 8,04       | 11               | 25244      | 25190        |
| Fournet-Blancheroche         | 351                      | 13,08      | 27               | 25255      | 25140        |
| Frambouhans                  | 878                      | 10,10      | 87               | 25256      | 25140        |
| Froidevaux                   | 80                       | 3,98       | 20               | 25261      | 25190        |
| Glay                         | 340                      | 6,49       | 52               | 25274      | 25310        |
| Glère                        | 180                      | 15,93      | 11               | 25275      | 25190        |
| Goumois                      | 167                      | 5,83       | 29               | 25280      | 25470        |
| Indevillers                  | 248                      | 22,81      | 11               | 25314      | 25470        |
| Les Bréseux                  | 487                      | 7,37       | 66               | 25091      | 25120        |
| Les Écorces                  | 766                      | 9,51       | 81               | 25213      | 25140        |
| Les Plains-et-Grands-Essarts | 211                      | 10,35      | 20               | 25458      | 25470        |
| Les Terres-de-Chaux          | 130                      | 14,49      | 9                | 25138      | 25190        |
| Liebvillers                  | 147                      | 3,03       | 49               | 25335      | 25190        |
| Mancenans-Lizerne            | 184                      | 6,09       | 30               | 25366      | 25120        |
| Maîche                       | 4.226                    | 17,42      | 243              | 25356      | 25120        |
| Meslières                    | 330                      | 2,99       | 110              | 25378      | 25310        |
| Montancy                     | 119                      | 8,86       | 13               | 25386      | 25190        |
| Montandon                    | 372                      | 12,71      | 29               | 25387      | 25190        |
| Mont-de-Vougney              | 195                      | 7,03       | 28               | 25392      | 25120        |
| Montécheroux                 | 557                      | 13,13      | 42               | 25393      | 25190        |
| Montjoie-le-Château          | 22                       | 5,39       | 4                | 25402      | 25190        |
| Orgeans-Blanchefontaine      | 40                       | 4,83       | 8                | 25433      | 25120        |
| Pierrefontaine-lès-Blamont   | 480                      | 8,96       | 54               | 25452      | 25310        |
| Roches-lès-Blamont           | 611                      | 5,44       | 112              | 25497      | 25310        |
| Saint-Hippolyte              | 965                      | 11,01      | 88               | 25519      | 25190        |
| Soulce-Cernay                | 138                      | 8,55       | 16               | 25551      | 25190        |
| Thiébouhans                  | 245                      | 5,81       | 42               | 25559      | 25470        |
| Thulay                       | 206                      | 2,23       | 92               | 25562      | 25310        |
| Trévillers                   | 532                      | 10,74      | 50               | 25571      | 25470        |
| Urtière                      | 16                       | 2,15       | 7                | 25573      | 25470        |
| Valoreille                   | 125                      | 7,58       | 16               | 25584      | 25190        |
| Vaufrey                      | 147                      | 9,37       | 16               | 25591      | 25190        |
| Villars-lès-Blamont          | 467                      | 6,95       | 67               | 25615      | 25310        |
| Kanton Maîche                | 24.453                   | 432,77     | 57               | 2512       | –            |

Bis zur landesweiten Neuordnung der französischen Kantone im März 2015 gehörten zum Kanton Maîche die 27 Gemeinden Battenans-Varin, Belfays, Belleherbe, Cernay-l’Église, Charmauvillers, Charmoille, Charquemont, Cour-Saint-Maurice, Damprichard, Ferrières-le-Lac, Fessevillers, Fournet-Blancheroche, Frambouhans, Goumois, La Grange, Les Bréseux, Les Écorces, Mancenans-Lizerne, Maîche, Mont-de-Vougney, Orgeans-Blanchefontaine, Provenchère, Thiébouhans, Trévillers, Urtière, Vaucluse und Vauclusotte. Sein Zuschnitt entsprach einer Fläche von 234,43 km2. Er besaß vor 2015 einen anderen INSEE-Code als heute, nämlich 2512.

## Politik
| Vertreter im Departementrat | Vertreter im Departementrat    | Vertreter im Departementrat |
| Amtszeit                    | Namen                          | Partei                      |
| --------------------------- | ------------------------------ | --------------------------- |
| 2001–2015                   | Christine Bouquin              | DVD                         |
| 2015–                       | Christine Bouquin Serge Cagnon | UD                          |